# JFA 全日本O-30女子サッカー大会
JFA 全日本O-30女子サッカー大会（ジェーエフエーぜんにほんオオバアサアティじょしサッカアたいかい）は、30歳以上の女性を主な対象に、サッカーの普及を主目的としたサッカー大会である。日本サッカー協会 (JFA) が主催、読売新聞社後援。
1989年に第1回がスタートした。2002年までは、全国ママさんサッカー大会、2003年から2017年までは全国レディースサッカー大会（ぜんこくレディースサッカーたいかい）という名称であったが、2017年11月1日に日本サッカー協会 (JFA) が発表した「JFAブランディング」の一環としてJFA主催の2018年以降全ての大会名称に "JFA" の文字を加えること、全ての壮年年代の大会表記を「全日本O-○○大会」に統一することから、現在の大会名となっている。同時に、40歳以上の女性チームを対象とした8人制のオープン大会として開催されていた「全国レディースサッカー大会［レディース・エイト（40歳以上）オープン大会］」は「JFA 全日本O-40女子サッカー大会」に改称している。
最多優勝は、 清水FCレディースとアジュール兵庫の6回である。

## 歴代優勝クラブ
- 1989年：清水FCママ
- 1990年：清水FCママ
- 1991年：岐阜女子FCママ
- 1992年：遠野パトスFC
- 1993年：清水FCママ
- 1994年：FCカレント
- 1995年：清水FCママ
- 1996年：大村キャロット
- 1997年：フローレンス広島
- 1998年：清水FCママ
- 1999年：フローレンス広島
- 2000年：フローレンス広島
- 2001年：フローレンス広島
- 2002年：アジュール兵庫
- 2003年：ラガッツァ'99 USED FC 高槻 スペランツァ
- 2004年：広島レディース
- 2005年：広島レディース
- 2006年：愛知レディース
- 2007年：LFC TOYOTA
- 2008年：アジュール兵庫
- 2009年：アジュール兵庫
- 2010年：アジュール兵庫
- 2011年：清水FCレディース
- 2012年：東京アルテミスSC
- 2014年：アジュール兵庫
- 2015年：アジュール兵庫
- 2016年：UILANI FC
- 2017年：UILANI FC
- 2018年：Legame
- 2019年：UILANI FC
- 2020–22年：新型コロナウイルスの影響により中止
- 2023：シュピーニ大阪
- 2024：横須賀シーガルズレディース

## 外部
- 雪印メグミルク
- 日本サッカー協会